# 귀실복신
귀실복신(鬼室福信, ? ~ 663년)은 백제 말기의 귀족이다. 660년 승려 도침, 흑치상지, 지수신 등과 임존성에서 투쟁했다. 이후 주류성으로 근거를 옮겼으며, 왜국에 있던 부여풍을 임시 왕으로 옹립하고 고구려와 왜국에 원병을 청했다. 
그러나 권력 싸움이 격화되어 663년 전라도에서 도침을 살해했지만, 부여풍까지 살해하려다 오히려 부여풍에게 살해당했다. 충청남도 부여군에서 열리는 은산별신제의 제신으로 존숭된다. 鬼室은 나중에 일본에서 鬼塚,鬼束 성씨로서 보이게 된다.

## 생애

### 출생 및 성장
무왕(武王)의 조카이며 법왕(法王)의 서손자(庶孫子)라고는 전하나 확실하지 않다. 그의 가계에 대해 《구당서》 및 《자치통감》등의 중국 사서를 인용한 신라의 《삼국사기》는 그를 무왕의 조카라고 기록했다. 기록에는 '질(姪)'과 '종자(從子)'로 적었다. 이 경우 무왕의 아들인 의자왕에게는 그가 종제(從弟)이며 부여풍에게는 숙부가 된다. 《일본서기》에는 그를 귀실복신(鬼室福信)이라고 부르는데, 《신찬성씨록》에는 본래 부여씨였으나 '귀신의 감화'를 받아 성을 귀실(鬼室)로 바꿨다고 설명하고 있어서, 원래 왕족이었던 복신의 가계가 어느 시점에서부터 부여씨에서 갈라진 것으로 추정된다.
그의 이름이 등장하는 가장 오래된 기록은 《구당서》 백제전으로, 무왕 28년(627년) 가을 8월에 무왕의 사절로 당에 파견되었을 때 관위는 2위 달솔이었다. 당나라는 백제와 고구려에 신라를 공격하는 것을 그만두라는 조서를 보냈지만 백제는 바로 이듬해 2월에 다시 군사를 일으켜 신라를 공격했다.

### 부흥운동

#### 투쟁(鬪爭)
660년 7월, 신라의 명장 김유신과 김양도는 웅진성으로 도주했던 의자왕과 태자를 사로잡았다. 그러자 복신은 승려 도침과 함께 임존성을 거점으로 투쟁을 시작했고, 곧 남잠성과 정현성 등의 지방군도 가담했다. 신라는 8월 26일에 임존성을 공격했지만 성과를 거두지 못했다.
9월 1일, 복신은 휘하의 달솔과 사미승 각종(覺宗)을 왜국에 파견해 처음으로 백제 패망을 전했다. 9월 3일 비성에는 유수(留守)가 된 유인원(劉仁願)의 주둔군 1만 명만이 남아 지키고 있었다. 9월 23일, 부흥군은 사비성에 잠입했으나 격퇴당하였다. 결국 부흥군은 사비성의 외성을 무너뜨리고 군량을 조금씩 빼앗은 뒤, 사비성 남쪽 산마루의 요충지에 네 개의 요새를 쌓고, 물자 수송로를 봉쇄해 사비성을 고립시키는 전술을 펼쳤다. 이에 신라는 당군을 지원하고 수송로를 확보하기 위해, 10월 9일 태종무열왕이 직접 태자 김법민(훗날의 문무왕)과 함께 이례성(尒禮城)을 쳐서 함락시키고, 30일에는 사비의 남쪽 산마루에 있던 부흥군의 요새를 공격해서 점령하고 1,500명을 베는 전과를 올렸다.
복신은 당군 포로 100명을 왜국에 보내면서, 처음으로 군사 지원과 왜국에 체류중이던 인질의 송환을 요구했다.

#### 고사비성 전투
661년 복신이 이끄는 부흥군은 금강 동쪽에까지 세력을 확장하기에 이르렀고, 복신과 도침은 상잠장군(霜岑將軍)·영군장군(領軍將軍)을 자칭했다. 사비성에 주둔하던 당군은 1천 명을 뽑아 복신을 공격하지만, 부흥군에 격퇴당했다.(신라 『문무왕보서』) 결국 당은 조서를 내려, 유인궤를 검교대방주자사(檢校帶方州刺史)로 삼아 전임 웅진도독 왕문도(王文度)의 군사를 거느리고 지름길[便道]로 신라와 함께 유인원의 당군을 구하게 했다.
복신은 유인궤에게 사신을 보내 “당나라가 대신라(大新羅)와 서약하여, 노소(老少) 가리지 않고 다 죽이고 영토를 신라에게 넘겨주기로 했다는데, 가만히 앉아 병드는 것은 싸우다 죽느니만 못하기에, 굳게 지키고 있는 것이다.”라고 털어놓았다. 유인궤는 이들을 회유하기 위해 답서를 보냈지만, 당 사절의 낮은 관등이 불만이었던 도침에 의해 접견 없이 무산되었다. 부흥군은 웅진강(熊津江) 어구에 두 개의 목책을 세우고 맞섰지만, 거꾸로 나·당 연합군의 반격을 받고 목책 안으로 퇴각하지 못하여 익사자 및 전사자 1만여 명의 피해를 입었고, 사비성 포위를 포기한 채 임존성으로 도망쳤다. 이후 당군은 부흥군과 직접 전투를 벌이는 대신 신라의 정예군으로 하여금 부흥군을 공격하게 하는 전술로 전환했다.(신라 『문무왕보서』)
복신은 신라가 파병한 지원군이 주류성으로 진격하던 661년 3월 5일, 두량윤성(豆良尹城) 남쪽에 신라군이 군영을 짓느라 대열이 정비되지 않은 틈에 기습했다. 12일에 고사비성(古沙比城) 바깥에 주둔하면서 신라군은 두량윤성을 공격했으나 성과가 없어 4월 19일 군사를 돌이켰다. 복신은 남은 신라 병사의 숫자가 적다는 것을 알고 퇴각하는 신라군의 후방을 빈골양(賓骨壤)에서 습격했고, 신라군의 우수한 무기와 식량, 말과 수레 등 각종 보급품을 획득했다. 이에 남쪽의 성들이 일시에 복신에게 가담했으며, 여세를 몰아 복신은 다시 사비성에 주둔한 당군에 대한 포위전을 펼쳤다. 복신에게 포위되어 보급로가 차단당한 당군은 신라 보급군이 보내주는 식량으로 이겨내었다.
4월 복신은 세 번째로 왜국에 사신을 보내어, 부여풍과 함께 왜국에 머무르고 있던 왕자 규해(糺解)를 요청했다.

#### 왜병의 참전
6월에 이르러 신라의 태종무열왕이 붕어하였다. 이때 사비성은 복신이 이끄는 부흥군에 포위되어 있었다. 왜국은 복신이 부여풍의 송환을 요구한 때부터 백제 부흥군을 지원하기 위해 군선을 만들던 사이메이 천황이 죽고 나카노오에 황자가 뒤를 이어 소복 차림으로 즉위식도 미뤄가면서 군사 파병에 주력하여, 이에 사이노무라치 아치마사(狹井連檳榔)와 하타노 미야쓰코 에치노 다쿠쓰(秦造朴市田來津)를 시켜, 5천 왜군으로 부여풍을 백제로 보냈다.(《일본서기》)
한편 웅진도독부를 급히 지원하지 않으면 위험하다는 판단에서, 함자도총관(含資道摠管) 유덕민(劉德敏)과 동행한 신라 문무왕의 정예군은 9월 27일 옹산성을 함락시키고 군량수송로를 확보하는데 성공하였다. 이에 달솔 조복(助服)과 은솔 파가(波伽)가 신라에 항복했다. 12월에 이르러 웅진도독부의 양식이 떨어지자, 늙고 약한 자들을 시켜 양식을 나르게 했지만, 이들 양식을 수송하러 간 당병은 도중에 폭설을 만나 사람과 말들이 모두 죽는 바람에 100명 중 1명도 돌아오지 못했다.

#### 피성 후퇴
662년 정월 27일에 왜국은 복신에게 화살 10만 대와 실 5백 근, 면 1천 근, 포(布) 1천 단, 위(韋) 1천 장, 곡식의 종자 3천 곡을 보내고, 부여풍에게 포 3백 단을 보냈다. 7월 30일, 유인원과 유인궤 등이 이끄는 당군은 웅진 동쪽에서 백제 부흥군을 크게 격퇴하고 지라성(支羅城) 및 윤성(尹城)과 대산(大山)·사정(沙井) 등의 목책을 획득했다. 복신은 요충지인 진현성(眞峴城)에 군사를 지원하여 겨우 지켰지만, 유인궤는 한밤중에 신라 특수부대로 하여금 성가퀴에 오르게 하고, 일출에 맞추어 진현성을 습격하여 부흥군을 전멸시키고 성을 빼앗았다. 이것으로 군량 수송로를 뚫는데 성공한 유인원은 본국에 증원병력을 요청했고, 좌위위장군(左威衛將軍) 손인사(孫仁師)가 이끄는 치(淄)· 청(靑)· 내(萊)· 해(海)의 수군 7천 명이 신라로 보내졌다.
12월 1일, 백제 부흥군은 수도를 주류성에서 피성(避城, 지금의 김제)으로 옮겼다. 왜군 장수 에치노 다쿠쓰만이 적과 너무 가깝고 지대도 낮다며 반대했지만 지도부는 피성으로의 천도를 단행했다. 663년 2월, 신라의 김흠순과 김천존이 이끄는 신라의 중앙군이 거열성(居列城)·거물성(居勿城)·사평성(沙平城)을 차례대로 공격하여 모두 함락하고 덕안성(德安城)을 쳐서 1,070명의 부흥군을 제거했으며, 신라군은 부흥군 지휘부가 있는 피성으로 진격하였다. 결국 옮긴지 두 달 만에 부흥군 지휘부는 에치노 다쿠쓰의 말대로 다시 주류성으로 피난하였다.

#### 몰락과 죽음
부흥군 내부에서는 이미 초기부터 싸움이 끊이지 않았는데, 부여풍을 옹립하자마자 복신은 전라도에서 도침을 기습 살해하고 권력을 장악했다. 그러자 제사만 주관하게 된 풍왕은 권력을 위해 복신을 다시 살해하였다. 《일본서기》에 의하면 백제의 전통에 따라 그의 머리는 소금에 절여진 채 젓갈이 되어 부흥군에게 나누어졌다고 한다.

### 사후
사후 남북국 시대에 와서 부여군 은산면에 원인을 모르는 전염병이 발생하여 사람들이 죽어갔다. 이것을 이상하게 생각하여 마을 주민이 점쟁이를 데려와서 점을 쳐보자 백제 멸망 때 죽은 병사들의 원혼이 떠돌아 생기는 것이라고 했다. 그래서 마을 사람들이 유골을 수습하고 남쪽의 전라도 굿을 지내주자 질병이 없어졌다 한다.
이후 은산 지역민들은 매년 음력 2월 별신제를 지내게 되었고, 고려시대를 거쳐 조선시대까지도 계속 이어졌다. 이것을 은산별신제라 하며 1966년 무형문화재 제9호로 지정되었다. 복신은 은산별신제에서 귀신으로 존숭된다.

## 가계
- 문신 : 귀실복신(鬼室福信)
- 부인 : 미상
  - 아들 : 귀실집사(鬼室集斯)

## 귀실복신이 등장한 작품
- 《삼국기》 (KBS, 1992년~1993년), 배우:최헌철
- 《대왕의 꿈》 (KBS, 2012년~2013년), 배우:김영기

## 일화
- 《일본서기》에서는 풍왕이 복신을 처형하려 할 때, 스스로 결정하기 어려워 여러 신하들에게 “복신의 죄는 이미 이러하다. 베는 것이 옳은가, 그른가?”하고 묻자, “이런 악역(惡逆)한 자를 풀어 보낼 수는 없습니다.”라며 풍왕의 역정을 드는 달솔 덕집득(德執得)에게, 손바닥이 가죽끈으로 꿰여 결박된 와중에도 침을 뱉으며 “이 썩은 개, 미친 놈 같으니!”하고 욕을 하고 있다. 복신의 과격한 성격의 일면을 보여주는 대목이다.

## 평가
백제 부흥군을 주도했으며 나·당 연합군과의 전쟁에 앞장선 인물임에도 불구하고, 《삼국사기》에는 복신의 열전이 수록되어 있지 않다. 이는 복신이 풍왕을 살해하려다 역으로 풍왕에 의해 살해된 《구당서》기록과도 관련이 있는 것으로, 김부식의 충신과 역적에 대한 포폄을 분명히 밝힌다는 유교적 대의에서 나타난 현상으로 보인다. 고려와 조선 시대까지 복신은 왕을 업신여기며 독단을 행하다 결국 왕의 자리를 넘보고 목숨을 잃은 역적으로 평가되었다. 다만 드물게, 남효온이나 정약용 등 일부 문인들이 한시에서 복신을 추모하고 있다. 대한민국과 반대로 일본의 경우 《일본서기》는 복신을 가리켜, 많은 장수들 가운데 홀로 신묘한 꾀를 낸 인물로 존숭되고 있다.

## 관련작품
소설
- 『여왕 누카타』 이노우에 야스시 (일본)

## 같이 보기
- 부여풍